# Tinajas
Tinajas è un comune spagnolo di 221 abitanti situato nella comunità autonoma di Castiglia-La Mancia.